# Herb gminy Werbkowice
Herb gminy Werbkowice – jeden z symboli gminy Werbkowice, autorstwa Henryka Seroki, ustanowiony 9 lipca 2011.

## Wygląd i symbolika
Herb przedstawia na tarczy w polu czerwonym złotą postać św. Michała Archanioła w zbroi i hełmie, z mieczem gorejącym i wagą. Wizerunek ten odwołuje się do zapowiedzi udziału św. Michała w Sądzie Ostatecznym.
Poprzez stylizację, zdobność pióropusza, kolorystkę heraldyczną, rzymski ubiór, projekt nawiązuje do sztuki wschodniej (bizantyjskiej).
Jest to także nawiązanie do patrona kościoła w Werbkowicach. Michał patronuje nieprzerwanie miejscowości od ponad trzech wieków. Jego kult jest wyrazem ciągłości dziejów, podtrzymanej pomimo trudnych i bolesnych doświadczeń przeszłości.